# Chondracanthus yanezi
Chondracanthus yanezi är en kräftdjursart som beskrevs av Juan Atria 1980. Chondracanthus yanezi ingår i släktet Chondracanthus och familjen Chondracanthidae. Inga underarter finns listade i Catalogue of Life.